# Нозиков, Николай Гаврилович
Николай Гаврилович Нозиков (1839 — 26 ноября 1917) — инженер-механик, главный инспектор механической части флота. Генерал морского ведомства (полный генерал по адмиралтейству), действительный статский советник.

## Биография
Родился 12 апреля 1839 года в Санкт-Петербургской губернии в семье потомственных дворян: отец — Гавриил Яковлевич Нозиков (1802—1877); мать — Татьяна Ивановна, урождённая Кувалдина (1809 — 28.06.1883); братья — Пётр (1835 — 17.12.1879) и Константин (1843—?).
Поступил в 1853 году в кондукторские роты Учебного морского рабочего экипажа, переименованные в 1856 году в Инженерное и артиллерийское училище морского ведомства.
В августе 1855 году на винтовой канонерской лодке «Шквал» (командир лейтенант Ф. Н. Желтухин) участвовал в бою с английскими кораблями в Финском заливе у Толбухина маяка. С 1860 по 1863 год служил старшим механиком на корвете «Баян», с 1866 по 1867 год — на фрегате «Петропавловск» в той же должности. 13 июля 1863 года произведён в чин подпоручика.
В 1868—1878 годах проходил службу в должности старшего флагманского механика Практической эскадры броненосных кораблей на Балтийском море под командованием вице-адмирала Г. И. Бутакова. 2 января 1870 года пожалован бриллиантовый перстень с вензелем Е. И. В. великого князя Алексей Александровича. В 1870 году был командирован за границу, где изучал состояние заводов, кораблей и портов.
В марте 1877 года главный инженер-механик Кронштадтского порта капитан Н. Г. Нозиков был наблюдающим за ремонтом броненосца «Пётр Великий». С 1878 года — флагманский механик, начальник морской и береговой обороны города Свеаборга.
В 1886 году назначен помощником главного инспектора механической части, произведён в подполковники, впоследствии переименован в старшие инженеры-механики.
В 1887 году присвоено звание флагманского инженер-механика.
С 1891 года исправлял должность главного инспектора механической части флота и начальника механического отдела Морского технического комитета. В 1897 году утверждён в этих должностях.
С 1892 года — член конференции Николаевской морской академии.
В 1907 году уволен в отставку в чине генерал-лейтенанта.
В 1909 году произведён в полные генералы по адмиралтейству с оставлением в отставке. Действительный статский советник.
Скончался в Петрограде 26 ноября 1917 года; похоронен на Смоленском кладбище.

## Награды
- Орден Святой Анны 3 степени (17 апр. 1870)
- Орден Святого Станислава 2 степени (1872)
- Орден Святого Владимира 4 степени (1875)
- Орден Святой Анны 2 степени (1885)
- Орден Святого Владимира 3 степени (1891)
- Орден Святого Станислава 1 степени (1897)
- Серебряная медаль «В память царствования императора Александра III» (1896)
- Бронзовая медаль «В память царствования Императора Николая I» (1896).

## Семья
Женился в 1876 году на дочери полковника Екатерине Феликсовне Загорской (1849—1899), имел четырёх детей:
- Николай (1877—?) — морской офицер, участник Цусимского сражения; в 1911 году женился на дочери барона А. В. Каульбарса, Екатерине Александровне (1886—1937)
- Татьяна (1882—?) в 1917 году вышла замуж за поручика Василия Николаевича Нарковича; у них родились дочери Ирина (в 1908) и Анна (в 1910)
- Елизавета (1886—?)